# Nouans
Nouans és un municipi francès situat al departament del Sarthe i a la regió de País del Loira. L'any 2007 tenia 258 habitants.

## Demografia

### Població
El 2007 la població de fet de Nouans era de 258 persones. Hi havia 104 famílies de les quals 28 eren unipersonals (20 homes vivint sols i 8 dones vivint soles), 36 parelles sense fills i 40 parelles amb fills.
La població ha evolucionat segons el següent gràfic:
Habitants censats

### Habitatges
El 2007 hi havia 136 habitatges, 106 eren l'habitatge principal de la família, 17 eren segones residències i 13 estaven desocupats. 134 eren cases i 2 eren apartaments. Dels 106 habitatges principals, 80 estaven ocupats pels seus propietaris, 25 estaven llogats i ocupats pels llogaters i 1 estava cedit a títol gratuït; 3 tenien una cambra, 18 en tenien dues, 17 en tenien tres, 26 en tenien quatre i 43 en tenien cinc o més. 79 habitatges disposaven pel capbaix d'una plaça de pàrquing. A 46 habitatges hi havia un automòbil i a 50 n'hi havia dos o més.

### Piràmide de població
La piràmide de població per edats i sexe el 2009 era:
| Homes | Edats   | Dones |
| ----- | ------- | ----- |
| 0     | 95 o +  | 0     |
| 0     | 90 a 94 | 0     |
| 0     | 85 a 89 | 0     |
| 0     | 80 a 84 | 4     |
| 0     | 75 a 79 | 4     |
| 0     | 70 a 74 | 0     |
| 8     | 65 a 69 | 8     |
| 16    | 60 a 64 | 8     |
| 8     | 55 a 59 | 12    |
| 0     | 50 a 54 | 8     |
| 8     | 45 a 49 | 4     |
| 4     | 40 a 44 | 4     |
| 8     | 35 a 39 | 8     |
| 24    | 30 a 34 | 20    |
| 8     | 25 a 29 | 16    |
| 0     | 20 a 24 | 0     |
| 0     | 15 a 19 | 4     |
| 0     | 10 a 14 | 4     |
| 16    | 5 a 9   | 20    |
| 8     | 0 a 4   | 12    |

## Economia
El 2007 la població en edat de treballar era de 160 persones, 109 eren actives i 51 eren inactives. De les 109 persones actives 100 estaven ocupades (60 homes i 40 dones) i 10 estaven aturades (5 homes i 5 dones). De les 51 persones inactives 16 estaven jubilades, 12 estaven estudiant i 23 estaven classificades com a «altres inactius».

### Ingressos
El 2009 a Nouans hi havia 108 unitats fiscals que integraven 278 persones, la mediana anual d'ingressos fiscals per persona era de 14.302 €.

### Activitats econòmiques
Dels 6  establiments que hi havia el 2007, 2 eren d'empreses de construcció, 1 d'una empresa de comerç i reparació d'automòbils, 1 d'una empresa immobiliària i 2 d'empreses de serveis.
Dels 3 establiments de servei als particulars que hi havia el 2009, 1 era una lampisteria, 1 electricista i 1 agència immobiliària.
L'any 2000 a Nouans hi havia 15 explotacions agrícoles que ocupaven un total de 738 hectàrees.

## Poblacions més properes
El següent diagrama mostra les poblacions més properes.